# Atrocalopteryx coomani
Atrocalopteryx coomani – gatunek ważki z rodziny świteziankowatych (Calopterygidae). Występuje w północnym Wietnamie na obszarach chronionych.